# Niels di Danimarca
Niels di Danimarca (1064 circa – 25 giugno 1134) fu re di Danimarca dopo suo fratello Eric I.

## Biografia
Presumibilmente era il figlio più giovane del re Sweyn II di Danimarca, e si sposò con Margareta, principessa di Svezia, da cui ebbe Magnus I il Forte.
Prima di Niels, ascesero al trono di Danimarca, quattro suoi fratelli, e quando Eric I il Semprebuono morì a luglio del 1103 in viaggio durante un pellegrinaggio a Cipro, Niels, o Nikolas, come a volte viene chiamato, fu eletto re l'anno seguente. La data esatta della sua nascita non si conosce e doveva avere circa 40 anni all'epoca in cui venne eletto re.
Niels fu re durante un tempo di pace e le poche fonti che sono arrivate fino a noi dall'inizio del XII secolo dicono che era amato da quasi tutti, sebbene alcuni dei membri più bellicosi del suo esercito apparentemente non erano d'accordo con la sua decisione di abbandonare le punizioni corporali a favore di un più moderno sistema giudiziario, che si basava per lo più sulle sanzioni pecuniarie.

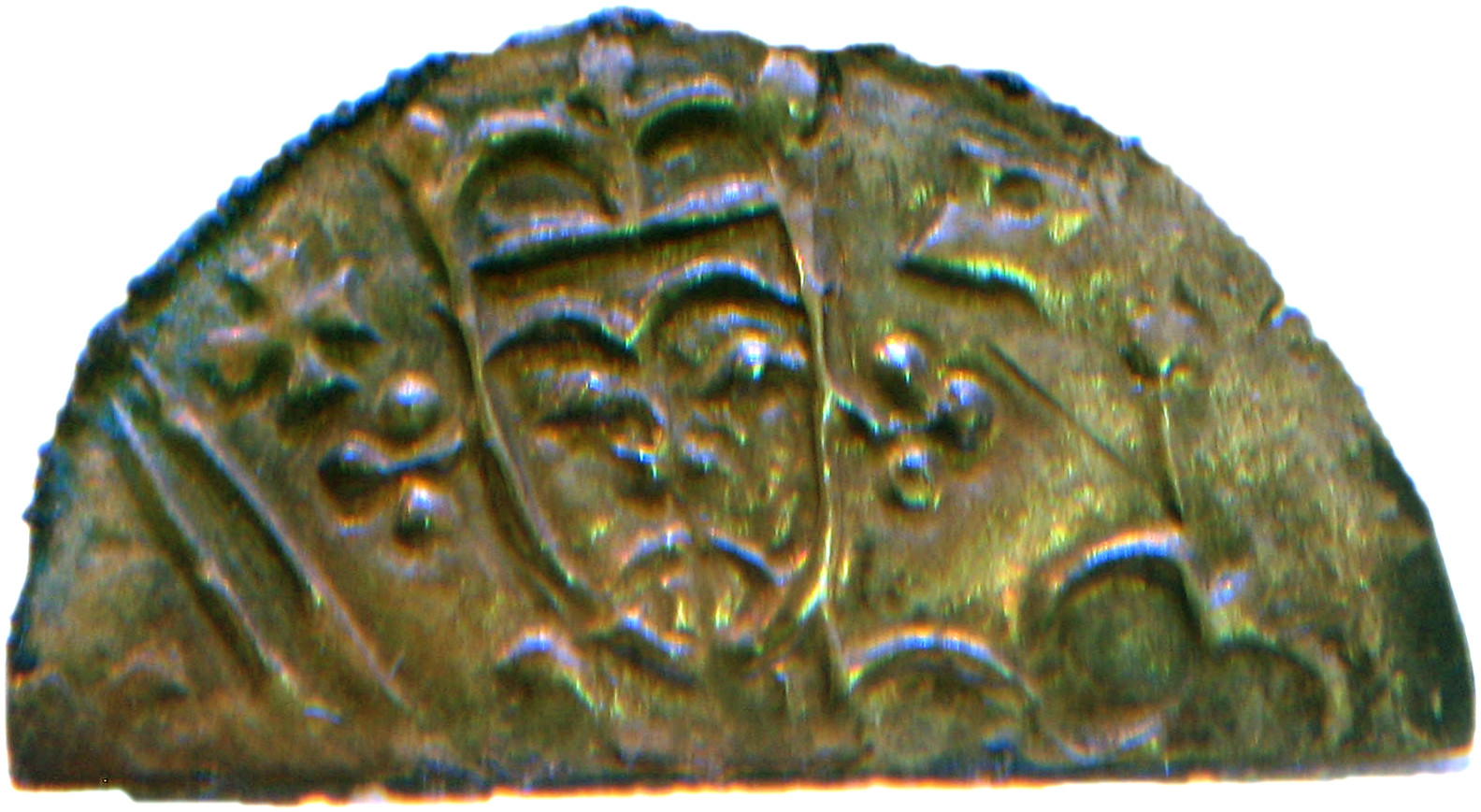
Frammento di una moneta che ritrae re Niels

Tuttavia dopo 26 anni di pace, una volta che il figlio di Niels, Magnus ebbe raggiunto l'età adulta, scoppiò un conflitto tra Magnus e suo cugino Canuto (Knud) Lavard, figlio di Eric il Semprebuono. Canuto era molto popolare nel ducato di Schleswig, dove regnava come conte del re Niels, e Magnus vedeva Canuto come un possibile contendente al trono una volta che il vecchio re fosse morto.
Il 7 gennaio 1131 Magnus assassinò il cugino vicino ad Haraldsted, nel nord di Ringsted e scoppiò una guerra civile quando il fratellastro di Canuto Eric tentò di vendicarne la morte (assicurarsi nel contempo il trono).
Ma la Chiesa, e sembra gran parte del popolo danese, ancora sosteneva il re Niels ed Eric non andò molto avanti, costretto alla fine a fuggire in Svezia nel 1134. Tuttavia, quando Niels e Magnus arrivarono alla baia di Fodevig in Scania poco prima della metà dell'estate, determinati a finirla con Eric una volta per tutte, furono colti di sorpresa da un contingente di soldati tedeschi a cavallo e l'esercito di Niels venne massacrato prima che avesse il tempo di raggrupparsi; Magnus venne assassinato.
Re Niels riuscì a scappare ma, inspiegabilmente, decise di viaggiare a sud verso Schleswig dove la gente era ansiosa di vendicare l'assassinio di Canuto Lavard e Niels giunse nella città di Schleswig, dove l'aria era impregnata di odio, il 25 giugno 1134.
I preti della città si precipitarono fuori ad incontrarlo, avvisandolo di cercare rifugio nella cattedrale, ma il vecchio re rifiutò l'offerta: «Dovrei aver paura di calderai e sarti?» si dice che avesse risposto, e iniziò a camminare attraverso la via principale a piedi, circondato solamente dalla sua guardia personale.
Non sappiamo che cosa Niels stesse pensando, sebbene alcuni abbiano suggerito che la sconfitta a Fodevig avesse spezzato il suo spirito e stesse cercando attivamente la sua morte. Ma sappiamo che come si avvicinò al palazzo reale, la sua guardia fu costretta alla lotta contro la gente armata della città e che fu trucidata mentre difendeva il suo signore. Infine, anche il re Niels cadde e questo segnò la fine del regno dell'ultimo dei figli di Sweyn Estridson. Lui e i suoi fratelli avevano governato la Danimarca per sessant'anni e mentre tutti loro furono notevoli, ciascuno a modo suo, Niels fu forse il migliore, un amministratore dotato ed un pragmatico che terminò ciò che suo padre aveva iniziato e condusse la Danimarca nel Medio Evo.

## Ascendenza
|                       |   |                      | Genitori              |  |  | Nonni |  |  | Bisnonni            |  |  | Trisnonni |  |
|                       |   |                      |                       |  |  |       |  |  | Thorgils Sprakalägg |  |  | …         |  |
|                       |   |                      |                       |  |  |       |  |  | Thorgils Sprakalägg |  |  | …         |  |
|                       |   | …                    |                       |  |  |       |  |  | Thorgils Sprakalägg |  |  |           |  |
| Ulf Thorgilsson       |   |                      |                       |  |  |       |  |  | Thorgils Sprakalägg |  |  |           |  |
|                       |   | …                    | …                     |  |  |       |  |  |                     |  |  |           |  |
|                       |   | …                    | …                     |  |  |       |  |  |                     |  |  |           |  |
|                       |   | …                    | …                     |  |  |       |  |  |                     |  |  |           |  |
| Sweyn II di Danimarca |   | …                    |                       |  |  |       |  |  |                     |  |  |           |  |
|                       |   | Sweyn I di Danimarca | Aroldo I di Danimarca |  |  |       |  |  |                     |  |  |           |  |
|                       |   | Sweyn I di Danimarca | Aroldo I di Danimarca |  |  |       |  |  |                     |  |  |           |  |
|                       |   | Sweyn I di Danimarca | Tova degli Obodriti   |  |  |       |  |  |                     |  |  |           |  |
| Estrid Svendsdatter   |   | Sweyn I di Danimarca |                       |  |  |       |  |  |                     |  |  |           |  |
|                       |   | Gunhildr di Venedia  | …                     |  |  |       |  |  |                     |  |  |           |  |
|                       |   | Gunhildr di Venedia  | …                     |  |  |       |  |  |                     |  |  |           |  |
|                       |   | Gunhildr di Venedia  | …                     |  |  |       |  |  |                     |  |  |           |  |
| Niels di Götaland     |   | Gunhildr di Venedia  |                       |  |  |       |  |  |                     |  |  |           |  |
|                       | … | …                    |                       |  |  |       |  |  |                     |  |  |           |  |
|                       | … | …                    |                       |  |  |       |  |  |                     |  |  |           |  |
|                       | … | …                    |                       |  |  |       |  |  |                     |  |  |           |  |
| …                     | … |                      |                       |  |  |       |  |  |                     |  |  |           |  |
|                       |   | …                    | …                     |  |  |       |  |  |                     |  |  |           |  |
|                       |   | …                    | …                     |  |  |       |  |  |                     |  |  |           |  |
|                       |   | …                    | …                     |  |  |       |  |  |                     |  |  |           |  |
| …                     |   | …                    |                       |  |  |       |  |  |                     |  |  |           |  |
|                       |   | …                    | …                     |  |  |       |  |  |                     |  |  |           |  |
|                       |   | …                    | …                     |  |  |       |  |  |                     |  |  |           |  |
|                       |   | …                    | …                     |  |  |       |  |  |                     |  |  |           |  |
| …                     |   | …                    |                       |  |  |       |  |  |                     |  |  |           |  |
|                       |   | …                    | …                     |  |  |       |  |  |                     |  |  |           |  |
|                       |   | …                    | …                     |  |  |       |  |  |                     |  |  |           |  |
|                       |   | …                    | …                     |  |  |       |  |  |                     |  |  |           |  |
|                       |   | …                    |                       |  |  |       |  |  |                     |  |  |           |  |